# Real Zaragoza 1985-1986
Questa voce raccoglie le informazioni riguardanti il Real Saragozza nelle competizioni ufficiali della stagione 1985-1986

## Rosa
| N. |                    | Ruolo | Calciatore                |
| -- | ------------------ | ----- | ------------------------- |
| 1  | Spagna (bandiera)  | P     | Andoni Cedrún             |
| 2  | Spagna (bandiera)  | D     | Casuco                    |
| 3  | Spagna (bandiera)  | D     | Rafael García Cortés      |
| 4  | Spagna (bandiera)  | D     | Alfonso Fraile            |
| 5  | Serbia (bandiera)  | D     | Dragi Kaličanin           |
| 6  | Spagna (bandiera)  | C     | Francisco Güerri          |
| 7  | Spagna (bandiera)  | C     | Juan Antonio Señor        |
| 8  | Spagna (bandiera)  | C     | Pedro Herrera             |
| 9  | Uruguay (bandiera) | A     | Rubén Sosa                |
| 10 | Spagna (bandiera)  | A     | Francisco Pineda          |
| 11 | Spagna (bandiera)  | A     | Miguel Pardeza            |
| 12 | Spagna (bandiera)  | P     | Eugenio Vitaller          |
| 13 | Spagna (bandiera)  | C     | Juan Carlos Justes Albiol |

| N. |                   | Ruolo | Calciatore                        |
| -- | ----------------- | ----- | --------------------------------- |
| 14 | Spagna (bandiera) | A     | José Ramón Corchado               |
| 15 | Spagna (bandiera) | A     | Mariano Ayneto                    |
| 16 | Spagna (bandiera) | D     | Narcís Julià                      |
| 17 | Spagna (bandiera) | P     | Manuel Ruiz Pérez                 |
| 18 | Spagna (bandiera) | D     | José Antonio Casajús              |
| 19 | Spagna (bandiera) | C     | Carlos Conde                      |
| 20 | Spagna (bandiera) | D     | Albert Roca                       |
| 21 | Spagna (bandiera) | C     | Manuel Abad                       |
| 22 | Spagna (bandiera) | A     | Rafael Latapia                    |
| 23 | Spagna (bandiera) | A     | Roberto Elvira                    |
| 24 | Spagna (bandiera) | D     | Francisco Javier Pérez Villarroya |
| 25 | Spagna (bandiera) | D     | Virgilio Hernández Paesa          |